# خانه جمشید نجفی
خانه جمشید نجفی؛ نام خانه‌ای تاریخی مربوط به دورهٔ افشار است و در شهرستان عشق‌آباد، روستای یوسف‌آباد واقع شده و این اثر در تاریخ ۲۴ اسفند ۱۳۸۴ با شمارهٔ ثبت ۱۵۱۱۱ به‌عنوان یکی از آثار ملی ایران به ثبت رسیده است.